# Jovana Sazdovska
Jovana Sazdovska (în macedoneană Јована Саздовска n. 27 iulie 1993, în Skopje) este o handbalistă din Macedonia de Nord care evoluează pe postul de extremă stânga pentru clubul românesc CSM Slatina și echipa națională a Macedoniei de Nord.

## Palmares
- Liga Campionilor:
  -  Finalistă: 2018
  - Grupe principale: 2019
  - Calificări: 2013

- Cupa Cupelor:
  - Optimi: 2013
  - Turul 3: 2015, 2016
  - Turul 2: 2014

- Liga Europeană:
  - Sfertfinalistă: 2021

- Cupa EHF:
  - Sfertfinalistă: 2020

- Campionatul Macedoniei:
  -  Câștigătoare: 2012, 2018

- Cupa Macedoniei:
  -  Câștigătoare: 2012, 2013, 2018

- Liga Regională:
  -  Câștigătoare: 2018
  -  Medalie de argint: 2012

- Campionatul Germaniei:
  -  Medalie de argint: 2019

- Cupa Germaniei:
  -  Câștigătoare: 2019

- Supercupa Germaniei:
  -  Câștigătoare: 2018
  -  Finalistă: 2019

- Cupa României:
  -  Medalie de bronz: 2023